# مريم الساعدي
مريم الساعدي (من مواليد 4 نوفمبر 1974 في مدينة العين، بالإمارات) هي كاتبة وروائية إماراتية. وتعمل مريم الساعدي محررة إعلامية قسم العلاقات العامة في دائرة النقل في أبو ظبي. صدر لها ثلاث مجموعات قصصية منها «مريم والحظ السعيد» الصادرة عن دار ملامح بالقاهرة سنة 2009، ورواية بعنوان «مملكة النحل في رأسي» صدرت سنة 2019، بالإضافة إلى كتاب مقالات باسم «العيون البلورية للكتابة».

## النشأة والتعليم
ولدت مريم الساعدي، في 4 نوفمبر 1974 في مدينة العين. وحصلت على شهادة البكالوريوس في الأدب الإنجليزي من جامعة الإمارات سنة 1997 (وعملت مساعدة إدارية بنفس الجامعة منذ 1998 حتى 2001)، وشهادة الدراسات العليا في التخطيط العمراني من الجامعة الأمريكية بالشارقة سنة 2001 وكذلك شهادة دراسات القدس من جامعة أبردين في اسكتلندا سنة 2007.

## مسيرتها
وُصِفت مريم بأنها «من المواهب الأدبية الشابة الواعدة». نشرت مجموعتها القصصية «مريم والحظ السعيد» 2009 كجزء من مشروع «قلم» التابع لهيئة أبو ظبي للثقافة والتراث. وقد تمت ترجمتها في نفس العام للغة الألمانية ثم للهندية والأردية. ونشرت مجموعتها لقصصية الثانية بعنوان «أبدو ذكية!» عن طريق مؤسسة محمد بن راشد آل مكتوم في ذات العام، كجزء من مشروع «اكتب». كما نشرت قصتها القصيرة «السيدة العجوز» ضمن مجموعة دينيس جونسون-ديفيز "In a Fertile Desert" (في صحراء خصبة) الصادر عن الجامعة الأمريكية في القاهرة.
تقول عن كتابتها رواية «مملكة النحل في رأسي»: «كتبتها على فترات متقطعة ومتباعدة، كنت أستلهم أحداثها من تأملي ثيمة التواصل الإنساني المفقودة أو المهزوزة أو المخذولة في الزمن الراهن. هناك أزمة تواصل ملموسة لدى الإنسان المعاصر بينه وبين ذاته، وبينه وبين مجتمعه، وبينه وبين بيئته، وبينه وبين الآخر الأكثر خصوصية. أجد الإنصات وقد أصبح رفاهية غير محتفى بها لدى الفرد المعاصر المستعجل لأجل اللاشيء، المنغمس في الإلهاءات اللحظية».
في شهر أكتوبر 2010، اشتركت مريم جنباً إلى جنب مع ستة من الكتاب العرب، في ورشة عمل للكتاب في أبو ظبي، برعاية الجائزة العالمية للرواية العربية، وكان هدف ورشة العمل كتابة النسخ الأولية لروايات عربية يتم ترجمتها لاحقاً ونشرها باللغتين العربية والإنجليزية. وشاركت مريم الساعدي بنص في كتاب «أصوات عربية جديدة» ضمن تلك الورشة.
تكتب مريم مقالات متفرقة في صحف ومجلات عربية، ولها عمود أسبوعي في جريدة الاتحاد الإماراتية في الصفحة الثقافية بعنوان «من الحياة» منذ 2010.

## المؤلفات
- مريم والحظ السعيد: قصص قصيرة، هيئة أبو ظبي للثقافة والتراث، المجمع الثقافي، أبو ظبي، 2009.[6][7]
- مملكة النحل في رأسي: في معنى الحياة ولعبة الحب وأنس الوحدة وشكل الموت: رواية، منشورات ضفاف، بيروت، 2019.[8][9]
- أبدو ذكية: مجموعة قصصية، العالم العربي للنشر والتوزيع، 2009.[10][11]
- نوارس تشي جيفارا: قصص قصيرة، أثر للنشر والتوزيع، الدمام، 2012.[12][13]
- العيون البلورية للكتابة: مقالات، دار ورق للنشر والتوزيع، الإمارات العربية المتحدة، 2018.[14]

## الجوائز
- حظيت «مريم والحظ السعيد» بتنويه لجنة التحكيم في جائزة الشارقة للإبداع العربي 2007 (بعنوان سابق «انعتاقات»)، وبالمركز الثالث في جائزة المرأة الإماراتية للإبداع في الشارقة.[4]
- وصلت مجموعتها لقصصية «نوارس تشي جيفارا» إلى القائمة القصيرة في جائزة الشيخ زايد للكتاب فرع المؤلف الشاب 2012.[4]
- فازت قصتها «إبحار في المجهول» بالمركز الأول بجائزة مسبار الأمل الأدبية، سنة 2021.[15]